# Hrabstwo Mercer (Illinois)
Hrabstwo Mercer – hrabstwo w USA, w stanie Illinois, według spisu z 2000 roku liczba ludności wynosiła 16 957. Siedzibą hrabstwa jest Aledo. Hrabstwo jest jednym z czterech hrabstw obok Davenport-Moline-Rock Island wchodzących w skład obszarów metropolitarnych USA.

## Geografia
Według spisu hrabstwo zajmuje powierzchnię 1473 km², z czego 1453 km² stanowią lądy, a 20 km² (1,38%) stanowią wody.

### Sąsiednie hrabstwa
- Hrabstwo Rock Island – północ
- Hrabstwo Henry – wschód
- Hrabstwo Knox – południowy wschód
- Hrabstwo Henderson – południe
- Hrabstwo Warren – południe
- Hrabstwo Des Moines – południowy zachód
- Hrabstwo Louisa – zachód

## Historia
Hrabstwo zostało założone siedem lat po powstaniu stanu Illinois, 13 stycznia 1825 roku z terenów hrabstwa Pike. Swoją nazwę obrało na cześć Hugh Mercer (1726 – 1777), lekarza i generała brygady podczas rewolucji amerykańskiej w 1775 – 1777 roku, który zmarł od ran w bitwie pod Princeton 3 stycznia 1777 roku.
W maju 1812 roku kongres na mocy ustawy przekazał ziemię leżące w Arkansas, Michigan i Illinois jako płatność dla żołnierzy ochotników uczestniczących w wojnie brytyjsko-amerykańskiej w 1812 roku. Hrabstwo Mercer było częścią tego obszaru wojskowego.

## Demografia
Według spisu z 2000 roku hrabstwo zamieszkuje 16 957 osób, które tworzą 6624 gospodarstw domowych oraz 4915 rodzin. Gęstość zaludnienia wynosi 12 osób/km². Na terenie hrabstwa jest 7109 budynków mieszkalnych o częstości występowania wynoszącej 5 budynków/km². Hrabstwo zamieszkuje 98,37% ludności białej, 0,29% ludności czarnej, 0,12% rdzennych mieszkańców Ameryki, 0,17% Azjatów, 0,01% mieszkańców Pacyfiku, 0,35% ludności innej rasy oraz 0,68% ludności wywodzącej się z dwóch lub więcej ras, 1,27% ludności to Hiszpanie, Latynosi lub inni.
W hrabstwie znajduje się 6624 gospodarstw domowych, w których 32,10% stanowią dzieci poniżej 18 roku życia mieszkający z rodzicami, 63,50% małżeństwa mieszkające wspólnie, 7,20% stanowią samotne matki oraz 25,80% to osoby nie posiadające rodziny. 22,80% wszystkich gospodarstw domowych składa się z jednej osoby oraz 11,60% żyje samotnie i ma powyżej 65 roku życia. Średnia wielkość gospodarstwa domowego wynosi 2,53 osoby, a rodziny wynosi 2,96 osoby.
Przedział wiekowy populacji hrabstwa kształtuje się następująco: 24,80% osób poniżej 18 roku życia, 7,30% pomiędzy 18 a 24 rokiem życia, 26,60% pomiędzy 25 a 44 rokiem życia, 25,40% pomiędzy 45 a 64 rokiem życia oraz 15,90% osób powyżej 65 roku życia. Średni wiek populacji wynosi 40 lat. Na każde 100 kobiet przypada 96,90 mężczyzn. Na każde 100 kobiet powyżej 18 roku życia przypada 94,20 mężczyzn.
Średni dochód dla gospodarstwa domowego wynosi 40 893 dolarów, a średni dochód dla rodziny wynosi 47 192 dolarów. Mężczyźni osiągają średni dochód w wysokości 35 138 dolarów, a kobiety 22 227 dolarów. Średni dochód na osobę w hrabstwie wynosi 18 645 dolarów. Około 7,80% rodzin oraz 5,80% ludności żyje poniżej minimum socjalnego, z tego 10,00% poniżej 18 roku życia oraz 8,40% powyżej 65 roku życia.

## Okręgi
- Abington
- Duncan
- Eliza
- Greene
- Keithsburg
- Mercer – zmieniła nazwę z Centre przed 1921 rokiem.
- Millersburg
- New Boston
- North Henderson – zmieniła nazwę z Liberty przed 1921 rokiem).
- Ohio Grove – zmieniła nazwę z Ohio przed 1921 rokiem.
- Perryton
- Preemption – zmieniła nazwę z Fairfield przed 1921 rokiem.
- Richland Grove
- Rivoli – zmieniła nazwę z North Pope przed 1921 rokiem.
- Suez – zmieniła nazwę z Palmyra przed 1921 rokiem.

## Miasta
- Aledo
- Keithsburg
- New Boston

## Wioski
- Joy
- Matherville
- North Henderson
- Seaton
- Sherrard
- Viola
- Windsor